# Skoll (księżyc)
Skoll (Saturn XLVII) – mały księżyc Saturna odkryty w 2006 roku przez Scotta Shepparda, Davida Jewitta i Jana Kleynę za pomocą Teleskopu Subaru na Hawajach.
Nazwa księżyca pochodzi z mitologii nordyckiej. Sköll to imię wielkiego wilka, ścigającego Słońce po niebie; kiedy wilk dogoni je i pożre, nastąpi Ragnarök.
Skoll należy do grupy nordyckiej nieregularnych, zewnętrznych księżyców planety, poruszających się ruchem wstecznym.